# Воробьёв, Иван Андреевич
Иван Андреевич Воробьёв (12 октября 1906 года, д. Борок,  Тверская губерния, Российская империя —  1999 год, Москва, Бабушкинское кладбище) — советский военачальник, полковник (1943).

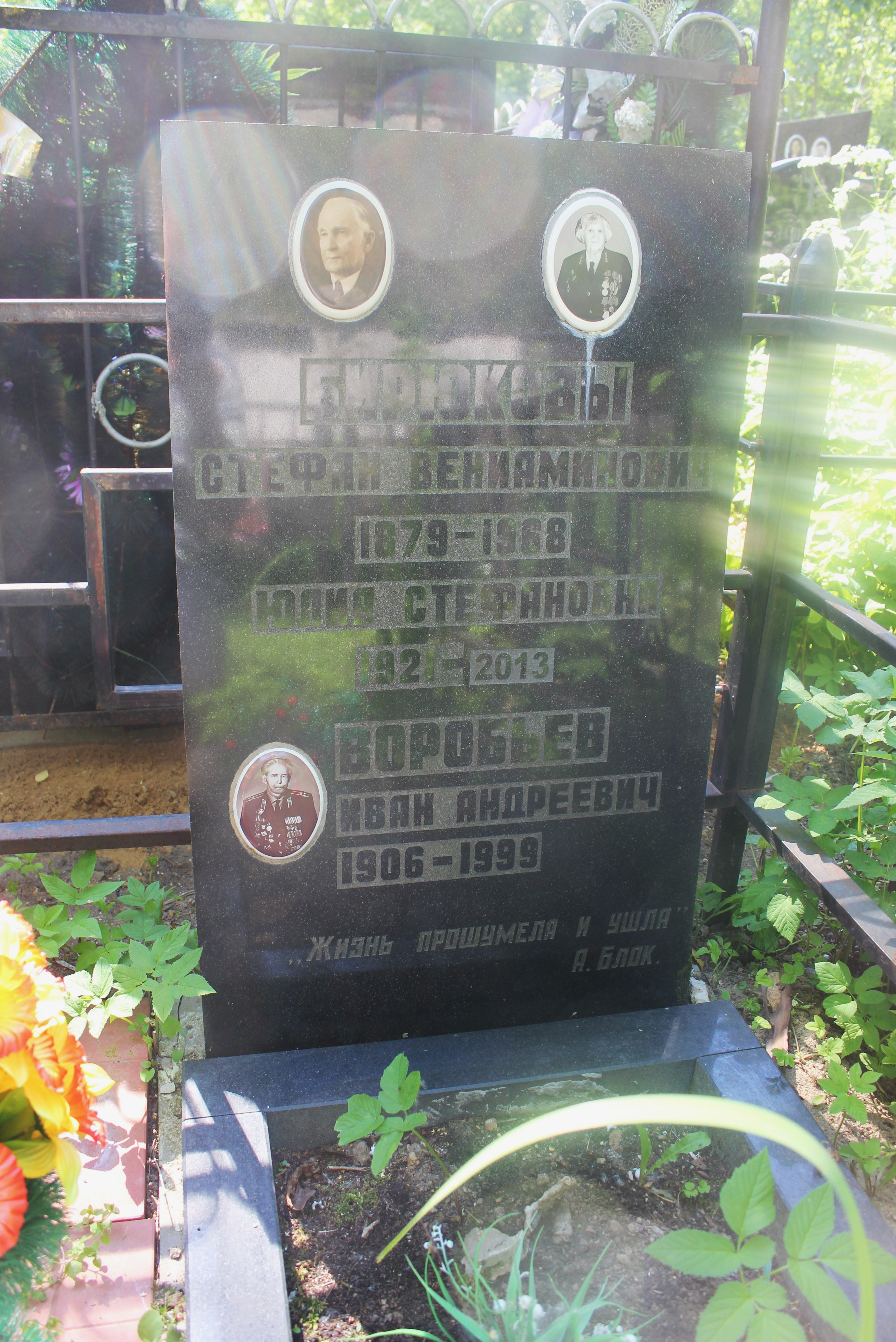

## Биография
Родился 12 октября 1906 года в деревне Борок, ныне д. Борок Сулежский, Борковское сельское поселение, Бежецкий район, Тверская область, Россия. Русский.

## Военная служба
25 ноября 1928 года  призван в РККА и зачислен в команду одногодичников 13-го стрелкового полка БВО в город Полоцк. После ее окончания в ноябре 1929 года уволен в запас.
В 1931 году вступил в ВКП(б).
С 25 марта 1936 года  Воробьев проходил переподготовку на курсах комсостава запаса при Ленинградском учебном центре, затем приказом по войскам ЛВО от 1 июля 1936 года оставлен в кадрах РККА и назначен командиром взвода в 216-й стрелковый полк 72-й стрелковой дивизии. В ноябре 1937 года убыл с дивизией в КВО в город Винница, а с декабря в том же полку принял командование ротой. С сентября 1938 года служил в 187-м стрелковом полку 72-й стрелковой дивизии в должностях адъютанта старшего батальона и помощника начальника штаба полка. С июня 1939 года — слушатель Военной академии РККА им. М. В. Фрунзе. 

### Великая Отечественная война
С началом  войны капитан  Воробьев в июле 1941 года был выпущен из академии и назначен начальником штаба 1014-го стрелкового полка 288-й стрелковой дивизии МВО, формировавшейся под городом Ярославль. Во второй половине августа дивизия убыла на фронт в 52-ю отдельную армию и заняла оборону по восточному берегу реки Волхов на рубеже Грузино — Селищенский поселок. С октября она участвовала в Тихвинских оборонительной и наступательной операциях. 17 декабря 1941 года дивизия перешла в состав 59-й армии и с января 1942 года в составе войск Волховского фронта участвовала в Любанской наступательной операции. 2 апреля майор  Воробьев назначается командиром 1012-го стрелкового полка, а с ноября исполнял должность начальника штаба 288-й стрелковой дивизии. В течение 1942	и 1943 годов в составе 59-й и 4-й армий находился в обороне на плацдарме на реке Волхов в районе Водосье — Пертечно.  
С июня 1943 года полковник  Воробьев командовал 24-й отдельной стрелковой бригадой. Участвовал с ней в боях по удержанию занимаемых рубежей на реке Волхов и плацдармов на ее левом берегу южнее города Кириши.  
С 15 сентября 1943 года назначен командиром 44-й стрелковой дивизии, находившейся в обороне перед киришским плацдармом противника. В январе 1944 года дивизия в составе 54-й армии Волховского фронта участвовала в Ленинградско-Новгородской, Новгородско-Лужской наступательной операции. За отличия в боях по освобождению города и железнодорожного узла Чудово ей было присвоено наименование «Чудовская». С 4 февраля 1944 года дивизия была выведена в резерв Ставки ВГК, затем в составе 111-го стрелкового корпуса вела преследование противника в направлении города Дно. 24 февраля ее части участвовали в освобождении этого города. Выйдя к ж. д. Псков — Идрица, она была остановлена противником на подступах к городу Остров и перешла к обороне. 
В начале июля 1944 года  Воробьев был переведен командиром 364-й стрелковой дивизии и в составе 3-го Прибалтийского фронта участвовал в Псковско-Островской наступательной операции, в овладении городами Лукшпильс, Яутланггале, Вилака. С 3 по 16 августа дивизия находилась в обороне юго-восточнее Алуксне (Латвия), затем принимала участие в Тартуской наступательной операции. С овладением города Алуксне она была выведена в резерв 3-го Прибалтийского фронта. С 16 октября вошла в 3-ю ударную армию и участвовала в Прибалтийской, Рижской наступательных операциях. В середине декабря дивизия в составе той же 3-й ударной армии была переброшена в Польшу и с 31 декабря включена в 1-й Белорусский фронт. С 7 января она вошла в подчинение 69-й армии этого фронта и участвовала в Висло-Одерской, Варшавско-Познанской, Восточно-Померанской и Берлинской наступательных операциях. 
За время войны комдив Воробьёв был два раза персонально упомянут в благодарственных в приказах Верховного Главнокомандующего.

### Послевоенное время
С июля 1945 года  Воробьев в связи с оргмероприятиями состоял в резерве Военного совета ГСОВГ и ГУК НКО. В феврале 1946 года был зачислен слушателем в Высшую военную академию им. К. Е. Ворошилова, по окончании которой в апреле 1948 города направлен инспектором в Инспекторскую группу заместителя главкома Сухопутных войск по боевой подготовке. В апреле 1950 года переведен в Управление боевой подготовки Главного управления боевой подготовки Сухопутных войск заместителем начальника 3-го отдела. С февраля 1952 года исполнял должность инспектора Инспекции ВДВ Главной инспекции Советской армии. В октябре 1956 года назначен старшим инспектором Инспекции по флоту Главной инспекции МО СССР. С мая 1957 года состоял в распоряжении главкома Сухопутных войск, а в августе назначен преподавателем военной кафедры Московского полиграфического института.  
13 августа 1958 года полковник  Воробьев уволен в запас. 
Указом Президента Российской Федерации от 4 мая 1995 года полковник в отставке И. А. Воробьев награжден орденом Жукова.

## Награды
РФ
- орден Жукова (04.05.1995)[2]

СССР
- три ордена Красного Знамени (14.08.1942[3], 25.06.1944[5],  26.10.1955[6])
- орден Суворова II степени (29.05.1945)[7]
- два ордена Отечественной войны I степени (15.10.1944[8], 1985[9])
- орден Красной Звезды (15.11.1950)[6]

медали в том числе:
- - «За боевые заслуги» (03.11.1944)[6]
  - «За победу над Германией в Великой Отечественной войне 1941—1945 гг.»
  - «За взятие Берлина»
  - «За освобождение Варшавы»
  - «Ветеран Вооружённых Сил СССР»
- знак «50 лет пребывания в КПСС»

Приказы (благодарности) Верховного Главнокомандующего в которых отмечен И. А. Воробьёв.
- За выход на побережье Балтийского моря в районе города Кольберг, овладение городами Бервальде, Темпельбург, Фалькенбург, Драмбург, Вангерин, Лабес, Фрайенвальде, Шифельбайн, Регенвальде и Керлин – важными узлами коммуникаций и сильными опорными пунктами обороны немцев в Померании. 4 марта 1945 года. № 288.
- За полное овладение столицей Германии городом Берлин – центром немецкого империализма и очагом немецкой агрессии. 2 мая 1945 года. № 359.